# Manuš
Manuš je povijesno predgrađe grada Splita. Razvio se sjeveroistočno od Grada. Najmanji je od svih starih splitskih predgrađa (varoša), tj. Velog varoša, Dobrog, Manuša i Lučca. Tradicionalno je bio težačko naselje. 
Krajem 19. st. željeznička pruga do splitskog kolodvora na usječenoj i nasutoj obali ispod Lučca provučena je kroz Manuš, a njena trasa je oblikovana u duboki i široki usjek koji koji je u 2. pol. 20. st. duž cijelog Splita natkriven. Usjek pruge podijelio je nekadašnji stari Manuš na veći, zapadni, i manji, istočni dio. Navedeni dijelovi u službenoj podjeli Splita danas pripadaju različitim gradskim kotarima: zapadni kotaru Grad, a istočni kotaru Lučac-Manuš.
Predgrađe Manuš prostiralo se između današnjih ulica: Istarske, Tolstojeve, Sredmanuške, Manuške poljane te Zagrebačke ulice. 

## Etimologija
Postoji više teorija o porijeklu imena ovog kvarta. Ime "Manuš" prvi put se spominjalo u 15. stoljeću. Značilo je "dobar bunar" (lat. "puteus manus"). Postoji i teza da ime "Manuš" ima veze s plemenom Manijaca, koje je živjelo na tom prostoru prije dolaska Rimljana. 

## Poveznice
- Lučac-Manuš, gradski kotar
- Manijci, ilirsko, pleme
- Ad basilicas pictas, arheološki lokalitet u Manušu